# O Bidú: Silêncio no Brooklin
O Bidú - Silêncio no Brooklin é o quinto álbum do cantor brasileiro Jorge Ben acompanhado pela banda The Fevers. Foi lançado em LP em 1967.

## Produção
Em 1967 Jorge Ben encontrava-se em São Paulo, morando com o cantor Erasmo Carlos em seu sobrado na Rua Kansas 239, no bairro do Brooklin. Nessa época deixou a gravadora Philips Records e resolveu iniciar a gravação de seu novo álbum, sob contrato da pequena gravadora Artistas Unidos (selo da Fábrica de Discos Rozenblit). Os ensaios na casa do Brooklin iam até tarde da noite e passaram a incomodar os vizinhos. Um deles gritou em diversas ocasiões "Silêncio no Brooklin!" , interrompendo Jorge Ben em várias ocasiões. Posteriormente Ben batizou o álbum como "O Bidú - Silêncio no Brooklin" (sendo Bidu apelido dado a Ben na época).

## Faixas
Dados retirados do sítio oficial do artista:
Todas as canções escritas e compostas por Jorge Ben Jor, exceto onde indicado.
| N.º | Título                               | Compositor(es)                | Duração |  |
| 1.  | "Amor de Carnaval"                   |                               | 2:23    |  |
| 2.  | "Nascimento de um Príncipe Africano" |                               | 3:55    |  |
| 3.  | "A Jovem Samba"                      |                               | 1:49    |  |
| 4.  | "Rosa mas que Nada"                  |                               | 2:31    |  |
| 5.  | "Canção de uma Fã"                   |                               | 2:11    |  |
| 6.  | "Menina Gata Augusta"                | Jorge Ben Jor - Erasmo Carlos | 2:59    |  |
| 7.  | "Toda Colorida"                      |                               | 3:18    |  |
| 8.  | "Olha o Menino"                      |                               | 2:50    |  |
| 9.  | "Quanto mais te Vejo"                | Jorge Ben Jor - Yara Rossi    | 1:54    |  |
| 10. | "Vou Andando"                        |                               | 2:25    |  |
| 11. | "Sou da Pesada"                      |                               | 2:03    |  |
| 12. | "Si Manda"                           |                               | 2:55    |  |

## Crítica
Em 1966 Jorge Ben rompeu com o movimento Bossa nova e acabou atraído para a Jovem Guarda por intermédio de seu amigo Erasmo Carlos. Sua "adesão" acabou não sendo bem aceita pela crítica sediada no Rio de Janeiro e expoentes do samba.Naquela época Ben e a Jovem Guarda chegaram a anunciar a criação do subgênero "Samba Jovem". Dessa forma, O Bidú: Silêncio no Brooklin foi fortemente criticado no Rio de Janeiro.
Juvenal Portela, do Jornal do Brasil teceu fortes críticas ao álbum, ao artista e ao produtor Roberto Corte Real em um artigo intitutlado "O mal do Jorge Ben".:
"...Em primeiro lugar, dou conta de um som horrível que envolve as 12 faixas. Depois, da péssima seleção musical, onde nada escapa ao medíocre. Contam-se, ainda, os falsos e lamentáveis arranjos, o acompanhamento e a interpretação, tudo em um primarismo impressionante...— Juvenal Portela, Jornal do Brasil, 16 de junho de 1967.
Escrevendo para o Correio da Manhã, Mauro Ivan lamentou o álbum:
"...É triste ouvir-se um LP como este último de Jorge Ben. A música que projetou o rapaz era inspirada, de boa qualidade e principalmente marcada por um ritmo vivo e pessoal. De lá pra cá a qualidade das composições de Ben caiu vertiginosamente...Consegue com suas composições, ficar num limbo entre coisas como iêiêiê, chanchado, bailão e até mesmo samba. É triste essa fase, justamente quando Chove Chuva e Mas que Nada fazem sucesso no exterior"...— Mauro Ivan, Correio da Manhã, 2 de julho de 1967.
Na Tribuna da Imprensa, L.P. Braconnot resumiu o que pensava a crítica carioca: 
"... Do primeiro ao último sulco do LP, nada encontramos que valha a pena ser ouvido..."— L.P. Braconnot, Tribuna da Imprensa, 5 de julho de 1967.
Em São Paulo a crítica foi mais favorável ao disco. Em O Estado de S. Paulo, Carlos Vergueiro escreveu:
"... Todas [as canções são] bem modernas, interpretadas com o tom muito pessoal de Jorge Ben."— Carlos Vergueiro, O Estado de S. Paulo, 13 de junho de 1967.